# Janthina
Janthina is een geslacht van weekdieren uit de  familie van de Epitoniidae.

## Soorten
- Janthina janthina (Linnaeus, 1758) (Paarse zeezeiler)
- Janthina exigua Lamarck, 1816
- Janthina globosa Swainson, 1822
- Janthina pallida Thompson, 1840
- Janthina umbilicata d'Orbigny, 1841